# Rickey Henderson
Rickey Nelson Henley (Chicago, 25 de dezembro de 1958 — Oakland, 20 de dezembro de 2024), mais conhecido profissionalmente por Rickey Henderson, foi um ex-jogador profissional de beisebol norte-americano.

## Carreira
Rickey Henderson foi campeão da World Series 1993 jogando pelo Toronto Blue Jays. Na série de partidas decisiva, sua equipe venceu o Philadelphia Phillies por 4 jogos a 2.
Morreu em 20 de dezembro de 2024, às vésperas do seu aniversário de 66 anos, na cidade de Oakland. 